# Датско-китайские отношения
Кита́йско-да́тские отноше́ния — двусторонние дипломатические отношения между Китайской Народной Республикой и Королевством Дания.
Китай имеет посольство в Копенгагене, а Дания — посольство в Пекине и консульства в Чунцине, Гуанчжоу и Шанхае.

## Общая характеристика стран
|                                                   | Китай                 | Дания                    |
| ------------------------------------------------- | --------------------- | ------------------------ |
| Площадь (км²)                                     | 9 572 900             | 43 100                   |
| Столица                                           | Пекин                 | Копенгаген               |
| Население (чел.)                                  | 1 411 778 724         | 5 867 412                |
| Государственное устройство                        | унитарное государство | федеративное государство |
| Объём ВВП по ППС (млрд долл.)                     | 24191,301             | 344,344                  |
| Количество ядерных боеголовок (развёрнутых/всего) | ?/350                 | —                        |
| Численность вооружённых сил (чел.)                | 2 035 000             | 8 000                    |
| Военный бюджет (млрд долл.)                       | 193                   | 4,91                     |
| Добыча нефти (млн т/год)                          | 194,8                 | 3,5                      |
| Выплавка стали (млн т/год)                        | 808,366               | —                        |
| Выплавка алюминия (тыс т/год)                     | 36 000                | —                        |
| Производство цемента (млн т/год)                  | 2200                  | —                        |
| Производство электроэнергии (тВт·ч/год)           | 7779,1                | —                        |

## История
В 1742 году датский корабль «Dronningen af Danmark» (королева Дании) отправился в свою вторую экспедицию в Кантон (Гуанчжоу), что стало примером ранней датской торговли с Китаем .
В 1870 году датский торпедный таранный миноносец посетил Китай. В 1899 и 1900 годах датский крейсер Valkyrien посетил Китай с принцем Вальдемаром на борту.
Китайская народная республика вложила средства в несколько проектов в Гренландии, такие как добыча редкоземельных элементов, железа и урана .
Китай приостановил все дипломатические отношения с Данией после того, как государственный министр Дании посетил Далай-ламу XIV. Отношения между странами были возобновлены лишь в декабре 2009 года, когда Правительство Дании официально высказалось против движения за независимость Тибета.
В 2018 году «China Communications Construction Company» ответила на запрос предложения Правительства Гренландии о строительстве и введении в эксплуатацию аэропортов в Нууке, Илулиссате и Какортоке. Датское правительство выступило против этого проекта, заявив, что он угрожает национальной безопасности.
В июне 2020 года Дания выступила против принятого в Китае Закона о создании правовой системы и правоприменительных механизмов в специальном административном районе Гонконг для защиты национальной безопасности.

## Членство в международных организациях
Китай и Дания совместно состоят во многих международных организациях. Ниже представлена таблица с датами вступления государств в эти организации.
|      | Китай | Дания |
| ---- | ----- | ----- |
| ООН  | 1945  | 1945  |
| МВФ  | 1945  | 1946  |
| МБРР | 1945  | 1946  |
| ВТО  | 2001  | 1995  |